# Morella Muñoz
Morella Muñoz (Caracas, 29 de julio de 1935 - Caracas, 15 de julio de 1995) fue una mezzosoprano venezolana, intérprete de música popular y clásica.

## Biografía
Nacida en la parroquia San José de Caracas, hija de Mercedes Muñoz y Juan Antillano Valarino. En 1946 ingresa al Liceo Andrés Bello en donde se inició como cantante al formar parte del orfeón de esa institución. Posteriormente formó parte del Orfeón Universitario de la Universidad Central de Venezuela. Ya en 1948, era conocida cantante de la Radiodifusora Venezuela, con el seudónimo de Morella Kenton, posteriormente incursionó en la televisión en el programa de Víctor Saume.
En 1953 inicia sus estudios formales de canto en la Escuela Superior de Música José Ángel Lamas, teniendo como profesores a Inocente Carreño, Vicente Emilio Sojo y Juan Bautista Plaza, de esa institución egresaría en 1957.
En el año 1961 hizo su debut en el Palazzo Forte de Verona bajo los auspicios de la Academia de Cultura Musical de dicha ciudad. Ese mismo año le otorgaron el Premio Primavera de Praga, se incorpora al Quinteto Contrapunto y contrae matrimonio con Pedro Álvarez.
Entre 1989 y 1992 se desempeñó como asesora del ministro de Estado para la Cultura.
En 2007 la obra musical de Morella Muñoz fue declarada patrimonio cultural del Municipio Libertador de Caracas.

## Fundación Morella Muñoz
Poco después de su desaparición, un grupo de familiares y amigos de la artista crearon la Fundación Morella Muñoz con el fin de rescatar y mantener su legado cultural y artístico. La Fundación organiza y patrocina eventos para mantener vivo el legado de Morella y además apoyar a los jóvenes talentos brindándoles una plataforma en la que puedan apoyarse.

## Discografía
Con el Quinteto Contrapunto grabó su primer disco en 1962 y en 1967 salió el disco Alirio y Morella de canciones, tonadas y aguinaldos venezolanos, interpretados por ella y el guitarrista Alirio Díaz. En 1982 apareció una edición antológica de 12 discos, acompañada del libro testimonial La invención del canto de Carlos González Vegas. En 1994 fue editado "Morella Muñoz, nuestra voz", una edición que contenía un disco compacto y un libro, editado por el Disco Club Venezolano.

## Premios y condecoraciones
- 1992: Premio Nacional de Música.[2]
- Orden Andrés Bello
- Orden Francisco de Miranda
- Orden al mérito en el trabajo
- Orden Vicente Emilio Sojo
- Orden Luisa Amelia Perozo